# غونتر شابوفسكي
غونتر شابوفسكي (بالألمانية: Günter Schabowski) وهو سياسي ألماني سابق في حزب SED في جمهورية ألمانيا الديمقراطية (Deutsche Demokratische Republik) قبل انهيار جدار برلين.
في 9 نوفمبر 1989 قرأ غونتر شابوفسكي في مؤتمر صحفي أنه أصبح من المسموح لسكان جمهورية ألمانيا الديمقراطية بالسفر عبر الحدود الغربية للدولة، وفي إجابة على سؤال أحد الصحفيين قال: إن هذا القرار فاعل فوراً ودون تأخير. مما أدى إلى تدفق كبير للمسافرين إلى ألمانيا الغربية واضطراب بحركة المسافرين مما كان سبباً في انهيار جدار برلين.

## روابط خارجية
- غونتر شابوفسكي على موقع IMDb (الإنجليزية)
- غونتر شابوفسكي على موقع مونزينجر (الألمانية)
- غونتر شابوفسكي على موقع ميوزك برينز (الإنجليزية)
- غونتر شابوفسكي على موقع كينوبويسك (الروسية)